# Vărvăreuca
Vărvăreuca – miejscowość i gmina w Mołdawii, w rejonie Florești. W 2014 roku liczyła 2860 mieszkańców.